# Iranska Pro Liga 2004./05.

## Iran

### Konačna ljestvica
Konačna ljestvica Iranske premijer lige za sezonu 2004/05.
```
                      Utak.  Pb  N   Pz  Ps:Pr  Bod.
 1.
Foolad Ahvaz
       30   19  07  04   41:20   64  
 2.
Zob Ahan Isfahan
   30   17  07  06   38:19   58
 3.
Esteghlal Teheran
  30   16  10  04   51:35   58
 4.
Persepolis Teheran
 30   16  07  07   43:27   55
 5.
Esteghlal Ahvaz
    30   12  08  10   41:34   44
 6.
Pas Teheran
        30   11  09  10   49:40   42
 7.
Malavan Anzali
     30   10  11  09   34:27   41
 8.
Abu Muslem Mashhad
 30   09  11  10   33:33   38
 9.
Saba Battery
       30   08  11  11   38:40   35
10.
Sepahan
            30   07  14  09   30:33   35
11.
Fajre Sepasi
       30   09  08  13   24:32   35
12.
Bargh Shiraz
       30   07  12  11   34:43   33
13.
Saipa
              30   07  10  13   24:34   31
14.
Shemushack
         30   08  07  15   26:49   31
15.
Paykan
             30   05  09  16   22:34   24 
16.
Pegah Gilan
        30   03  11  16   17:45   20
```

```
Iranski nogometni prvacins  : Foolad Ahvaz
Ispali iz lige              : Paykan Teheran, Pegah Gilan
Plasirali se iz niže lige   : 
Shahid Ghandi
, 
Rah Ahan Teheran

Najbolji strijelac             : 
Reza Enayati
 (Esteghlal)  20 pogodaka
```